# Ревуцка-Врховина
Ревуцка-Врховина, Ревуцкая возвышенность (словац. Revúcka vrchovina) — горный массив в центральной Словакии, часть Словацких Рудных гор. Наивысшая точка — гора Магура, 883 м. Ревуцка-Врховина делится на пять частей:
- Цинобанске Предгорье
- Железницке Предгорье
- Градок
- Турецка
- Добшинске Предгорье